# Chamnoor, Chitapur
Chamnoor là một làng thuộc tehsil Chitapur, huyện Gulbarga, bang Karnataka, Ấn Độ.